# 亞伯拉罕·勒布
亞伯拉罕·“阿維”·勒布（英語：Abraham "Avi" Loeb；希伯來語：‎；1962年2月26日—）是一名以色列裔美國理論物理學家，從事天體物理學和宇宙學研究。他是哈佛大學目前為止任期最久的天文學系主任（2011年至2020年），哈佛大學黑洞倡議的創始主任（自2016年起）和哈佛-史密松天體物理中心的理論與計算研究所所長（自2007年起）。 

## 榮譽暨獎勵
勒布獲得了許多項榮譽暨獎勵，如下所列：
- 2015 – 獲選為國際宇航科學院(IAA))SETI常設委員會院士
- 2015 – 獲選為美國物理學會(APS)成員
- 2012 – 獲選為美國文理科學院院士
- 1987 – 耶路撒冷希伯來大學肯尼迪獎

## 斥候星事件
2017年的斥候星事件中勒布在各種計算後發表認為那不是一個掠過太陽系的小行星，而是一個利用光帆推進的外星飛船，其學術地位配上這一說法引起輿論關注。

## 參閲
- CNEOS 2014-01-08（英语：CNEOS 2014-01-08）(恆星間天體)

## 外部連結
- Avi Loeb's home page （页面存档备份，存于）
- Loeb's recent preprints （页面存档备份，存于）
- Loeb's published papers （页面存档备份，存于）
- An introductory movie to Loeb's book （页面存档备份，存于）